# Kingmatille (Dronrijp)
Kingmatille – wiatrak w miejscowości Dronrijp, w gminie Menaldumadeel, w prowincji Fryzja, w Holandii. Młyn został wzniesiony w 1985 r. Ma on trzy piętra, przy czym powstał na jednopiętrowej bazie. Jego śmigła mają rozpiętość 13,00 m. Wiatrak służył głównie do pompowania wody za pomocą śruby Archimedesa.